# Jean-Louis Guez de Balzac
Pour les articles homonymes, voir Balzac.
Jean-Louis Guez de Balzac, né le 31 mai 1597 à Angoulême et mort le 8 février 1654 dans la même ville, est un célèbre essayiste et polémiste français du XVIIe siècle, considéré comme le père de l'âge classique des lettres. Surnommé le « restaurateur de la langue française  » par Malherbe, il est l'un des tout premiers immortels et le fondateur du prix d'éloquence de l'académie française.

## Biographie
Né dans une famille protégée par le duc d'Épernon, il est le fils du maire d’Angoulême, Guillaume Guez, et de Marie Nesmond, d'une des meilleures familles de la ville, d'où provient le fief de Balzac.
C'est dans une province particulièrement marquée par les intrigues et les affrontements politiques qu'il commence ses études, d'abord chez les jésuites, à Angoulême, plus brièvement à Poitiers puis à l’université de Leyde où il fut l'élève de Baudius et le condisciple et l'ami de Théophile de Viau.
C'est en Hollande qu'il rédige son premier essai politique, publié quelques décennies plus tard : Discours politique sur l'état des provinces unies, qui critique ouvertement la politique espagnole aux Pays Bas.
Secrétaire du duc d'Épernon à Metz, il passe au service d'un des fils du « demi Roi », à Rome de 1621 à 1623 et devient ainsi l'agent du cardinal de La Valette.
En 1624, paraît le premier volume de ses Lettres qui lui vaut d’emblée les plus grands éloges, et l'attention de plusieurs autres protecteurs. Balzac obtint la même année une pension sur le trésor, un brevet de conseiller d'État et une charge d'historiographe du Roi.
Surnommé « le grand épistolier », il devint une des personnalités les plus en vue de l’hôtel de Rambouillet, côtoyant Chapelain, Malherbe ou Boisrobert.
En prise avec un de ses anciens professeurs d'Angoulême, le jésuite François Garasse, il est l'un des acteurs d'une querelle d'imprimés où s'affrontent en sous main partisans et adversaires de la politique de Richelieu.
Sa volonté de s'affranchir de la critique des anciens et des modernes le voit être attaqué par Jean Goulu, supérieur de l’ordre des Feuillants, dans son pamphlet Lettres de Phyllarque à Ariste de 1627, qui voit dans ses écrits un individualisme suffisamment subversif pour être libertin.
Après une brouille avec le cardinal de Richelieu, fidèle à l'idéal littéraire du Refuge, Balzac se retire en Angoumois, en 1631, tout en maintenant une correspondance soutenue. Appelé à siéger à l'Académie nouvellement créée au fauteuil 28, il ne s'y fera représenter qu'une décennie plus tard, en faisant lire, par la voix d'un de ses membres, l'un de ses discours.
Les œuvres de Guez de Balzac se composent de Lettres, adressées à Conrart, Chapelain, Descartes, et d'autres ; de Discours, d’Entretiens, de Dissertations littéraires, de petits traités, dont les principaux sont Aristippe ou la Cour, un traité de politique ; le Prince, essai satirique et apologie en demi-teinte de Louis XIII et de son ministre ; Socrate chrétien, essai de doctrine et de morale religieuses ; de quelques poésies françaises et de vers latins.
La réputation actuelle de Balzac se fonde essentiellement sur ses Lettres dont un premier recueil parut en 1624 et un second en 1636. On y lit, selon les critiques, une élégance et une harmonie « jusque-là jamais rencontrées dans aucun ouvrage en prose de langue française. » Les lettres de Balzac, qui connaissait également l’italien et l’espagnol, démontrent une véritable maîtrise du style en introduisant une prose française claire, précise, nouvelle, affranchie du latin.
Admiré et imité par Descartes qui fut son ami et son correspondant, Balzac a fait l'objet d'un regain d'intérêt littéraire aux XIXe (cité à de nombreuses reprises comme parangon de la belle langue par Sainte-Beuve dans son Port-Royal) et XXe siècles.
Il meurt à Angoulême en 1654, et est enterré dans l'église des cordeliers. Une plaque commémorative est toujours visible à l'entrée de l'Hôpital de Beaulieu, et son nom a été donné en 1962 au lycée Guez de Balzac d'Angoulême.
Le prix littéraire Guez de Balzac, attribué par l'Académie française, récompense depuis 2021 « une œuvre qui par son style, évoque le génie de la langue française. » Il a entre autres été attribué à Michel Deguy.